# Cacatua ophthalmica
Catatua-d'olho-azul ou catatua-de-olho-azul (Cacatua ophthalmica) é uma espécie de ave da família Cacatuidae, com crista amarela. Possui um anel azul turquesa em volta dos olhos, sendo estes muito azuis. É endémica da Papua Nova Guiné.